# El niño y la niebla
El niño y la niebla es una película de terror psicológico y drama mexicana de 1953, dirigida por Roberto Gavaldón, a partir de un guion que escribió con Edmundo Báez y Rodolfo Usigli. Está basada en la obra de teatro del mismo nombre, de Rodolfo Usigli.

## Reparto
- Dolores del Río como Marta
- Pedro López Lagar como Guillermo Estrada
- Eduardo Noriega como Mauricio de la Torre
- Alejandro Ciangherotti como Daniel
- Miguel Ángel Ferriz Sr. como doctor
- Lupe Inclán como Jacinta
- Tana Lynn como prostituta
- Carlos Riquelme como profesor
- Hernán de Sandozegui
- Nicolás Rodríguez como doctor
- Álvaro Matute como compañero de trabajo de Guillermo
- Ricardo Merino
- Eliane Bancet

## Recepción
La cinta participó en la selección oficial del Festival de Cannes de 1954.
Ganadora de 8 premios Arieles otorgados en 1954 a la mejor película, a la dirección, a la actuación femenina (Dolores del Río), a la actuación infantil (Alejandro Ciangherotti), a la fotografía, a la adaptación, a la mejor edición y a la escenografía.